# Colostygia wolfschlagerae
Colostygia wolfschlagerae là một loài bướm đêm trong họ Geometridae.